# Jenkins (Minnesota)
Jenkins és una població dels Estats Units a l'estat de Minnesota. Segons el cens del 2000 tenia 287 habitants.

## Demografia
Segons el cens del 2000, Jenkins tenia 287 habitants, 113 habitatges, i 72 famílies. La densitat de població era de 26,1 habitants per km².
Dels 113 habitatges en un 32,7% hi vivien nens de menys de 18 anys, en un 47,8% hi vivien parelles casades, en un 10,6% dones solteres, i en un 35,4% no eren unitats familiars. En el 31% dels habitatges hi vivien persones soles el 8,8% de les quals corresponia a persones de 65 anys o més que vivien soles. El nombre mitjà de persones vivint en cada habitatge era de 2,54 i el nombre mitjà de persones que vivien en cada família era de 3,15.
Per edats la població es repartia de la següent manera: un 27,2% tenia menys de 18 anys, un 6,6% entre 18 i 24, un 32,8% entre 25 i 44, un 22% de 45 a 60 i un 11,5% 65 anys o més.
L'edat mediana era de 37 anys. Per cada 100 dones de 18 o més anys hi havia 93,5 homes.
La renda mediana per habitatge era de 34.167 $ i la renda mediana per família de 41.250 $. Els homes tenien una renda mediana de 25.938 $ mentre que les dones 17.232 $. La renda per capita de la població era de 14.198 $. Entorn del 6,1% de les famílies i el 10,1% de la població estaven per davall del llindar de pobresa.

## Poblacions més properes
El següent diagrama mostra les poblacions més properes.